# Kungsträdgårdsgatan

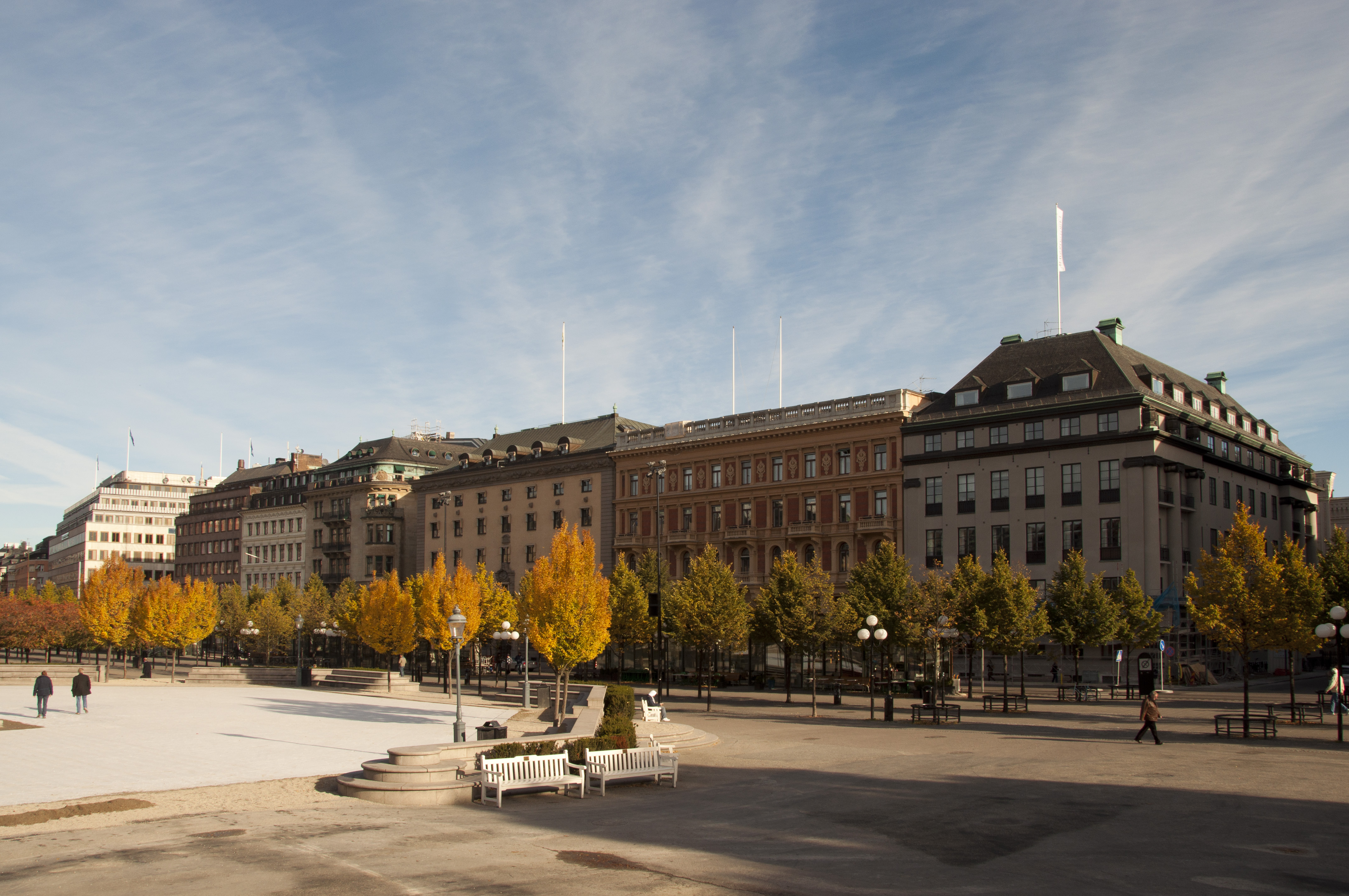
Kungsträdgårdsgatan i höstskrud.

Kungsträdgårdsgatan, är en gata på Norrmalm i Stockholm, som går längs östra sidan av Kungsträdgården. Gatan sträcker sig från Strömgatan och Strömbron i syd till Hamngatan i norr. Sitt nuvarande namn fick Kungsträdgårdsgatan vid namnrevisionen 1885, innan dess hette den bland annat Lilla trädgårdsgatan, Östra trädgårdzgaathen (1646) och Näckströms- eller Östra Trägårds-Gatan (1740).

## Historik

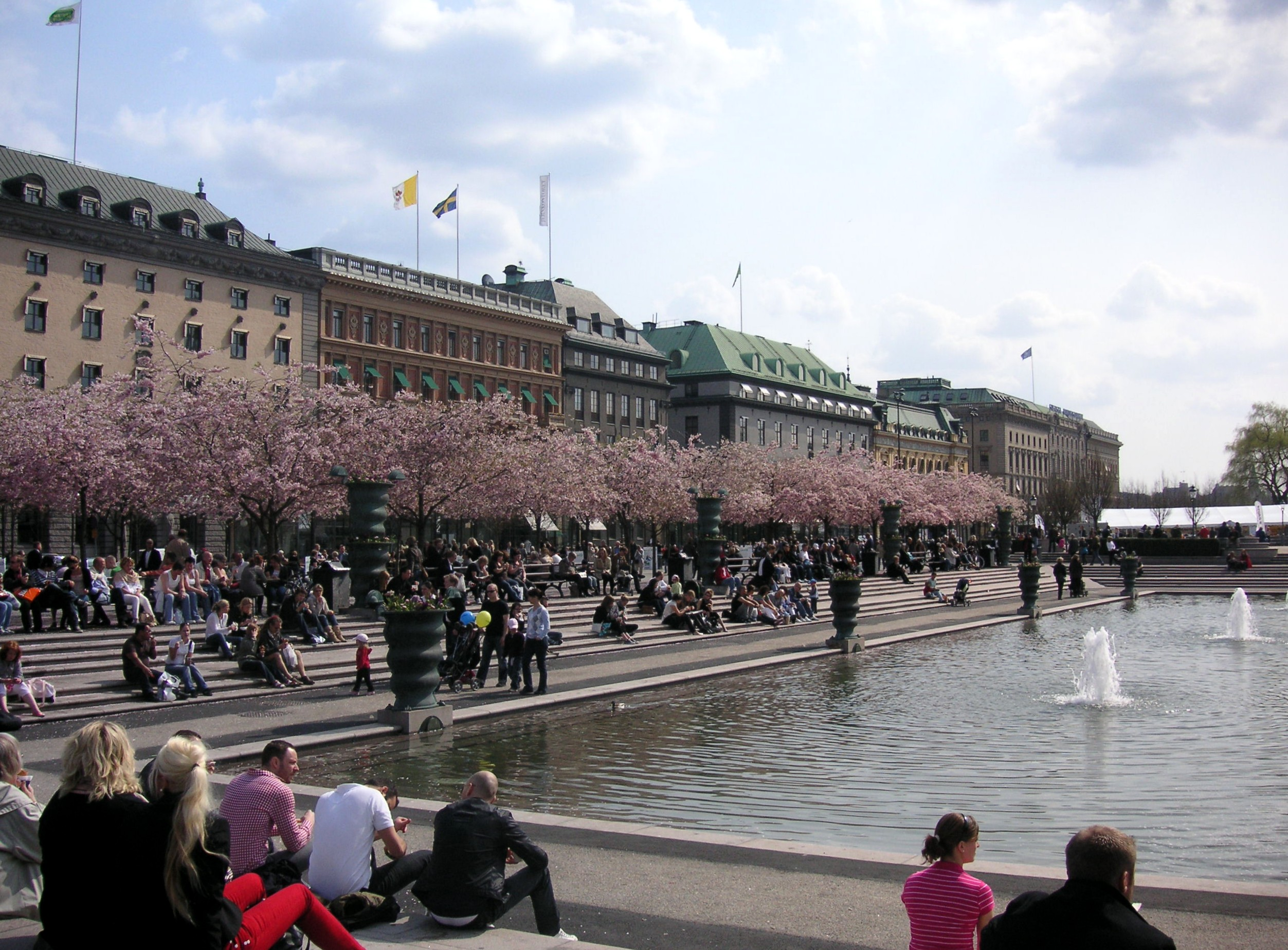
Kungsträdgårdsgatan i vårskrud.

Området öster om Kungsträdgården begränsades länge av Näckströmmen som skiljde malmen från Blasieholmen. Under 1500 och 1600-talet medförde landhöjningen att vattendraget så sakteliga slammade igen. 
Inför uppförandet av det Wachtmeisterska huset på Blasieholmen, söder om dagens korsning Arsenalsgatan/Kungsträdgårdsgatan,  begärde Hans Wachtmeister 1687 om tillstånd att få flytta ut grundvalen till huset 2–3 anlnar "uti grafen för Blasieholmen, som kallas Näckström". Strömmen var då så igengrodd, att den  "för publico intet vidare är nyttig och nödig" och började bebyggas. 1645 hade Drottning Kristina skänkt en tomt till hovkanslern Nils Tungel. Han lät resa det Tungelska huset (som 1874 ersattes av Gamla Jernkontoret). De angränsande husen var länge "upptagne av krogar och annat ruckel".
Längre upp på gatan, på gården till Kungsträdgårdsgatan 12 uppförde den unga svenska Herrnhutförsamlingen 1784 sin predikolokal.
Samtidigt som den offentliga borgerligheten i mitten av 1800-talet gjorde sitt intåg i Kungsträdgården började gatans omvandling mot fashionabla bostäder. Barclayska huset och det Davidsonska huset på 2B kan sägas ha inlett transformeringen. Här invigdes också den Kungliga Dramatiska Teatern 1863 och i grannhuset tjänade Hôtel Du Nord med dess populära restaurang som träffpunkt efter föreställningarna.
I det tidiga 1900-talet hade stadens finansiella tyngdpunkt förskjutits från Gamla stan mot Norrmalm. Bostadshusen fick, om de inte byggts om, göra plats för nya monumentala bankpalats och kontorshus. Hernösands enskilda bank var först ut, men skulle inom två decennier följas av totalt fyra andra bankpalats.
Ännu idag domineras gatan av finansiella institutioner, där SEB och Svenska Handelsbanken upptar ett kvarter var.

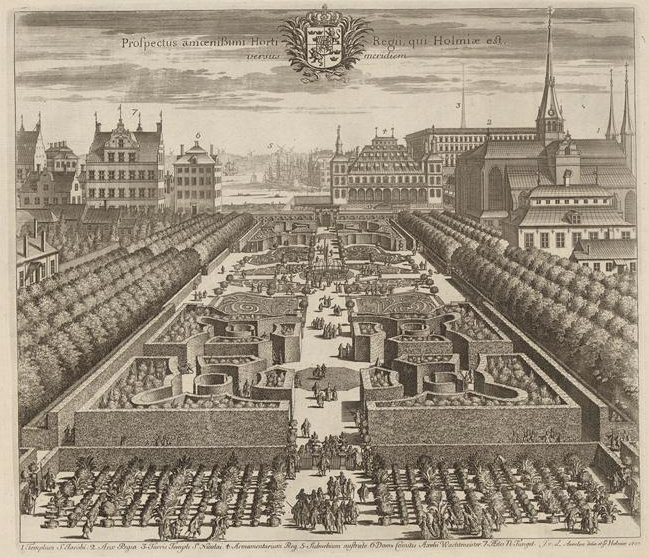
Östra Trägårds-Gatan (t.v.)1716 No.6 Wachtmeisterska huset, No.7 Tungelska huset Ur Suecia antiqua et hodierna.
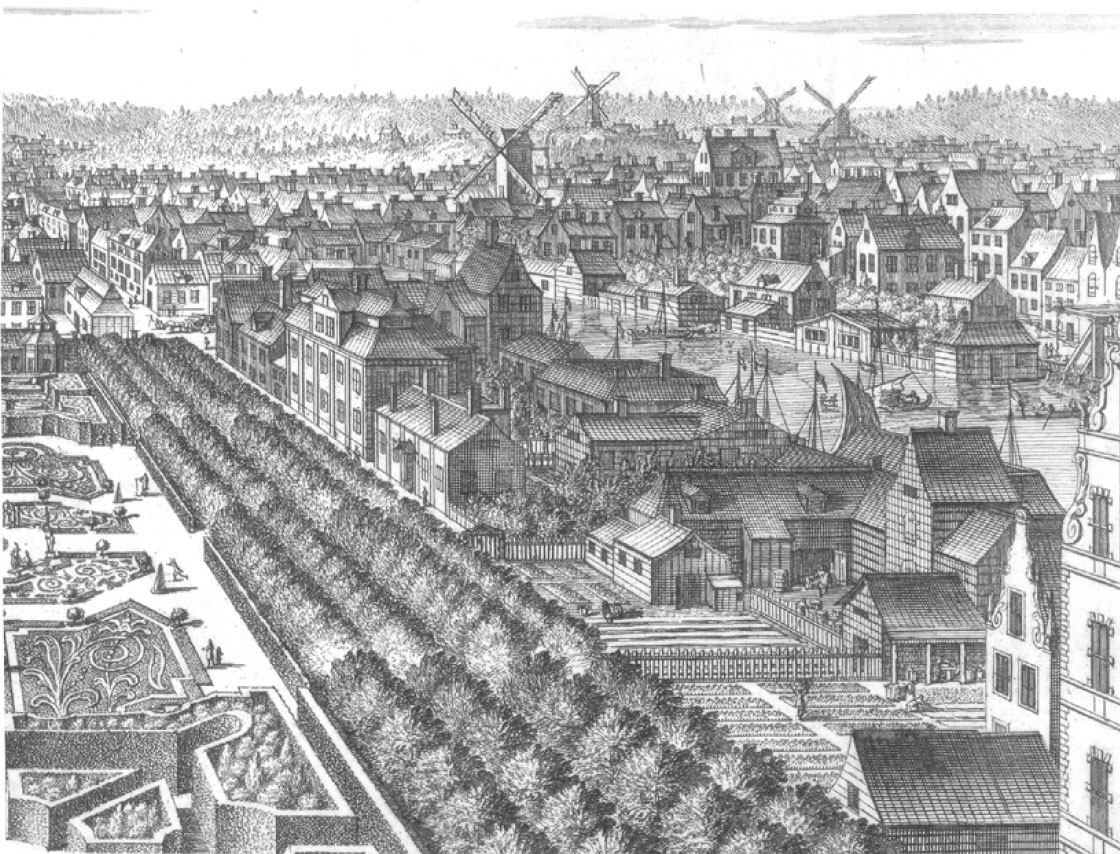
Östra Trägårds-Gatan norrut 1700. Vattnet som skymtar är Packaretorgsviken. Ur Suecia antiqua et hodierna.
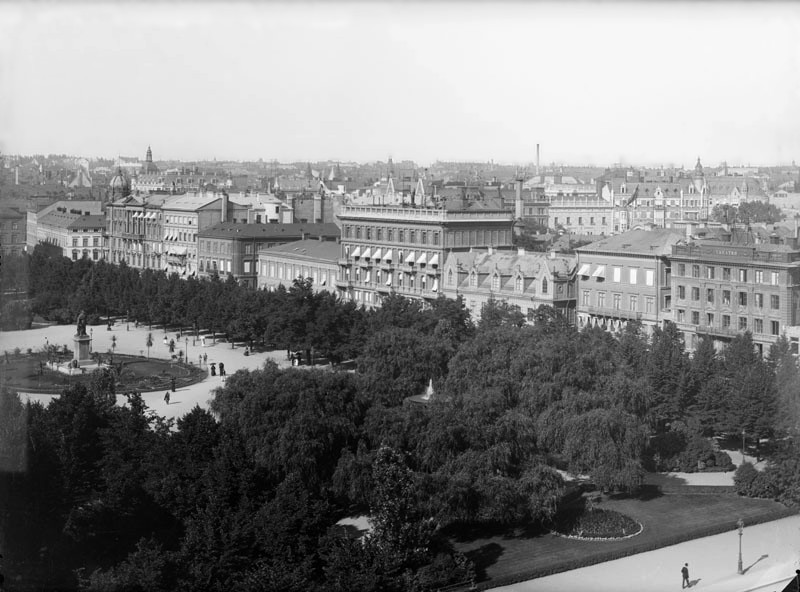
Kungsträdgårdsgatan kring förra sekelskiftet, mot norr.
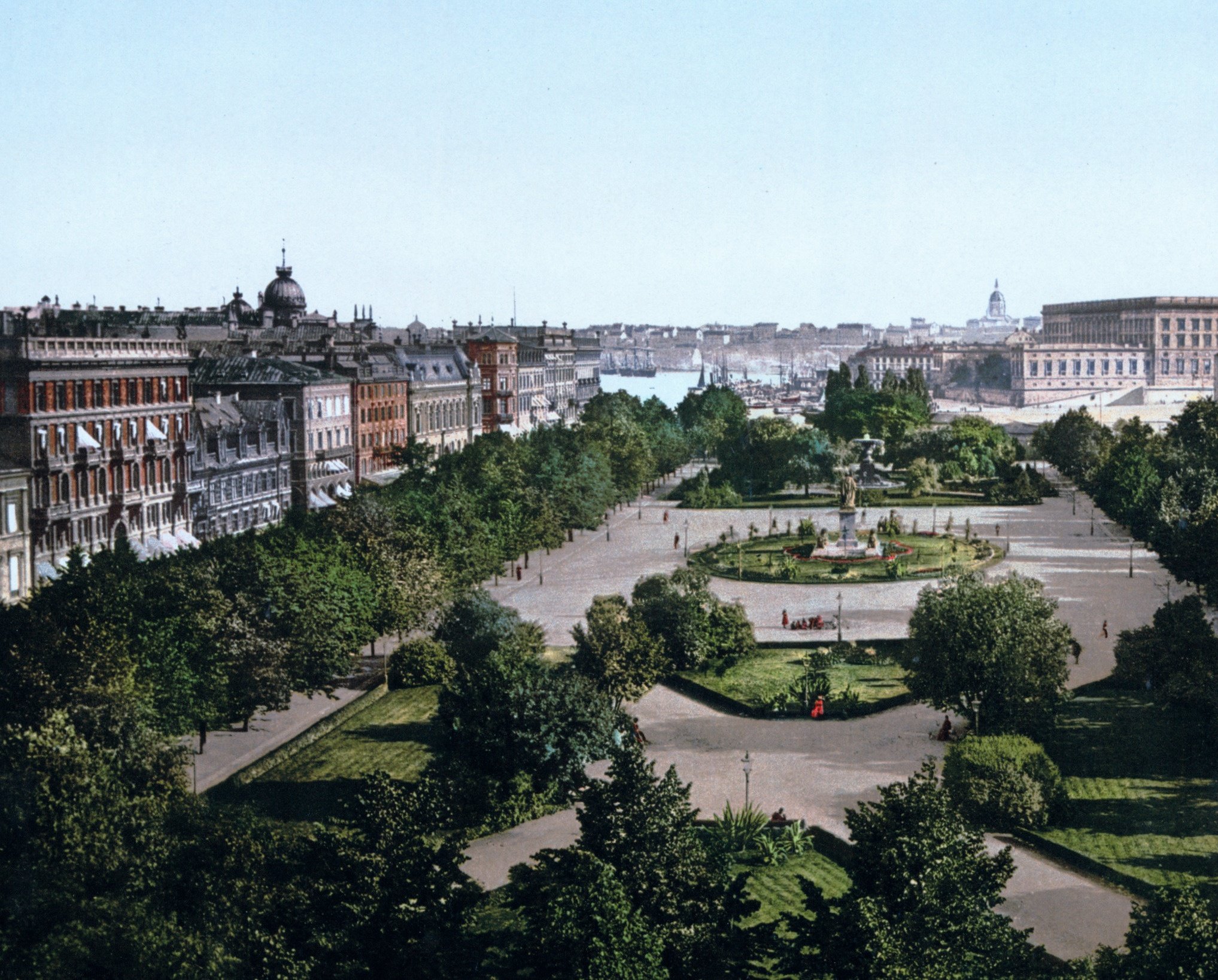
...och mot söder.

## Byggnader
| Bilder nutid | Nummer | Namn                               | Byggår               | Ursprunglig arkitekt                                                                  | Byggherre                                                                | Verksamhet 2009                                 | Historik                       | Historisk bild |
| ------------ | ------ | ---------------------------------- | -------------------- | ------------------------------------------------------------------------------------- | ------------------------------------------------------------------------ | ----------------------------------------------- | ------------------------------ | -------------- |
|              | 2 (2A) | Palmeska huset                     | 1884–1886            | Helgo Zettervall                                                                      | Henrik Palme                                                             | Svenska Handelsbanken                           | Hammerska ladan                |                |
|              | 4 (2B) | Kungsträdgårdsgatan 4              | 1903–1905            | Erik Josephson                                                                        | Stockholms Handelsbank                                                   | Svenska Handelsbanken                           | Davidsonska huset              |                |
|              | 4 (2C) | Kungsträdgårdsgatan 4              | 1919–1921            | Erik Josephson                                                                        | Stockholms Handelsbank                                                   | Svenska Handelsbanken                           | Hamiltonska huset              |                |
|              | 6      | Gamla Jernkontoret                 | 1872–1875            | Axel Kumlien                                                                          | Jernkontoret                                                             | SEB                                             | Tungelska huset                |                |
|              | 8      | Kungsträdgårdsgatan 8              | 1912–1915            | Ivar Tengbom                                                                          | Stockholms Enskilda Bank                                                 | SEB (huvudkontor)                               | Mindre teatern & Hôtel du Nord |                |
|              | 10     | Kungsträdgårdsgatan 10             | 1913–1914            | Ivar Tengbom                                                                          | Stockholms Enskilda Bank                                                 | Jernkontoret                                    | Wahrendorffska huset           |                |
|              | 12     | Sankta Eugenia katolska församling | 1885–1886            | Axel Kumlien, Hjalmar Kumlien                                                         | Evangeliska Brödraförsamlingen                                           | Sankta Eugiena katolska kyrka                   | Hiärneska malmgården           |                |
|              | 14     | Thulehuset                         | 1915–1918            | Erik Lallerstedt, Ture Ryberg                                                         | Lifförsäkrings AB Thule                                                  | Systembolagets huvudkontor                      | Barclayska huset               |                |
|              | 16     | Kungsträdgårdsgatan 16             | 1899–1901            | Erik Lallerstedt (fasad), Ture Stenberg (planer), Ivar Johnson (fasadskulpturer 1921) | Hernösands enskilda bank                                                 | Östgöta Enskilda Bank, Danica Pension med flera | Hernösands enskilda bank       |                |
|              | 18     | Bäckströmska huset                 | 1854, påbyggnad 1856 | osignerade ritningar, påbyggnad Johan Fredrik Åbom                                    | J Bäckström                                                              | Restaurang, div finansbolag                     | Svenska Panoptikon             |                |
|              | 20     | Åtvidabergshuset                   | 1943–1945            | Ivar Tengbom                                                                          | Åtvidabergshuset AB bildat av(Åtvidabergs Industrier och Skånska banken) | Audi, Max, Stadshypotek                         | Davidsonska palatset           |                |